# Chapelle Notre-Dame-de-Bonne-Espérance d'Azerat
Pour les articles homonymes, voir Chapelle Notre-Dame-de-l'Espérance.
La chapelle Notre-Dame-de-Bonne-Espérance est une chapelle catholique située à Azerat, en France.

## Localisation
La chapelle Notre-Dame-de-Bonne-Espérance est située dans le département français de la Dordogne, sur la commune et dans le bourg d'Azerat, en rive gauche du Cern.

## Historique
Elle est édifiée au XIIIe siècle, sous l'impulsion du chevalier de Souillac, seigneur d'Azerat. Celui-ci, de retour de croisade, fut pris dans une violente tempête qui menaçait de faire chavirer son navire. Il invoqua alors Notre-Dame et promit de lui ériger un oratoire, ce qu'il fit, revenu sur ses terres. La clé de voûte est sculptée aux armes de la famille de Souillac.
Le clocheton qui la surmonte, plus récent, date du XVIIe siècle.
En 1795, elle est vendue comme bien national. Le curé d'Azerat la rachète au XIXe siècle et son successeur la fait consacrer de nouveau par l'évêque. Un pèlerinage est alors initié au 9 août de chaque année. Notre-Dame est principalement invoquée par les mères pour leurs enfants et par les femmes enceintes pour que leur accouchement se passe de façon sereine.
Le 29 novembre 1948, la chapelle est inscrite au titre des monuments historiques.

## Galerie de photos

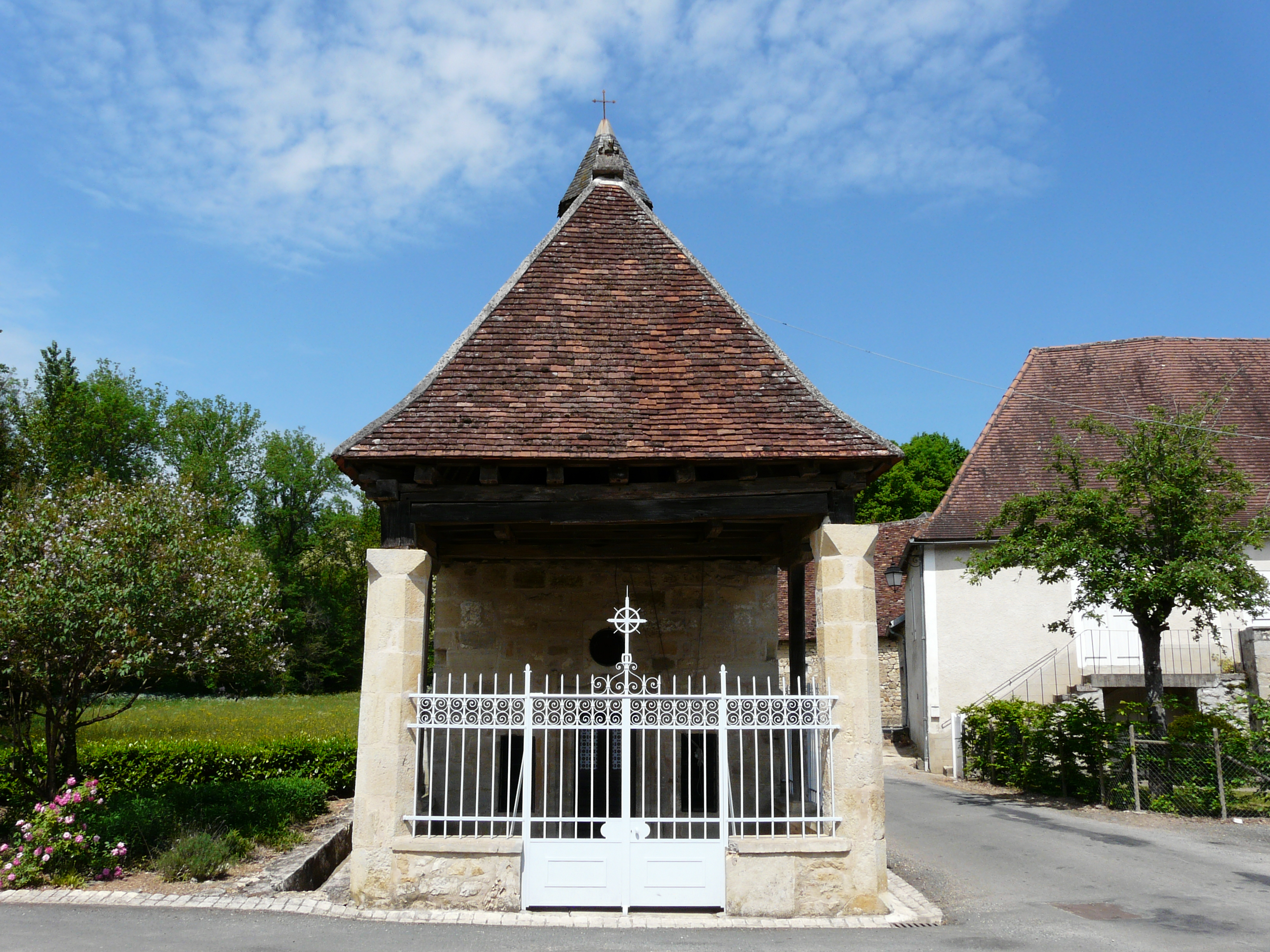
Le porche côté sud.
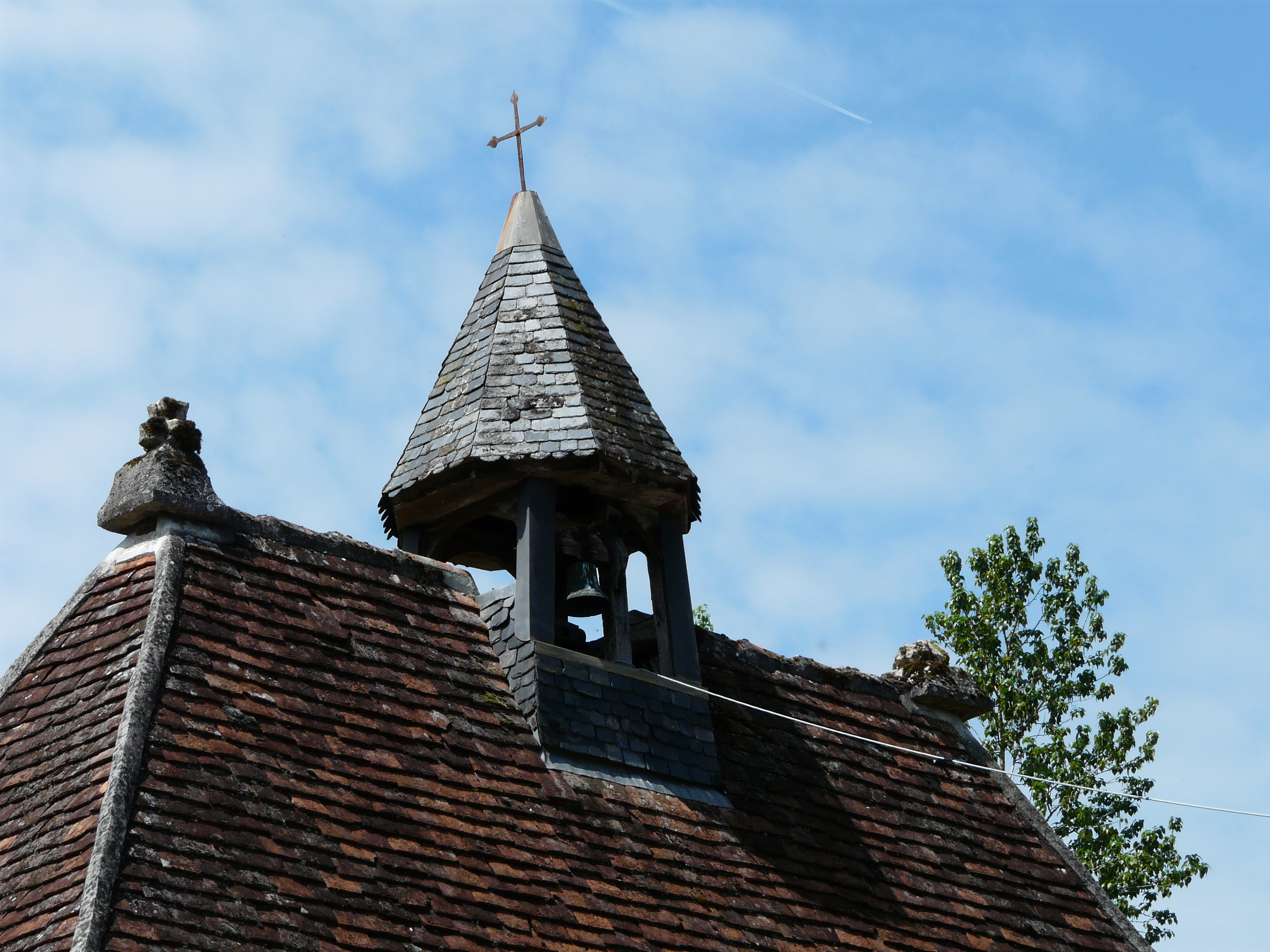
Le toit et le clocheton.
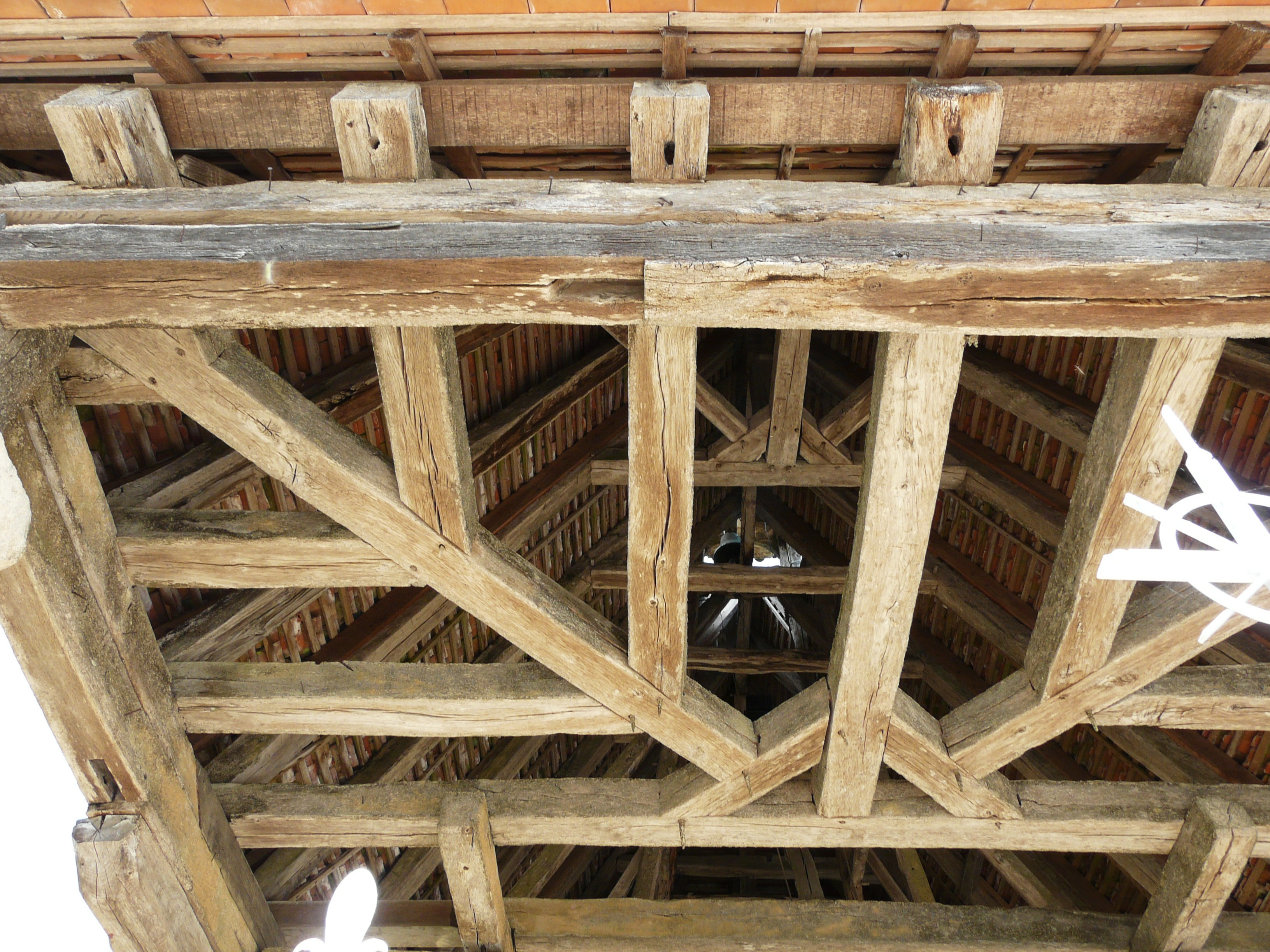
La charpente du toit.
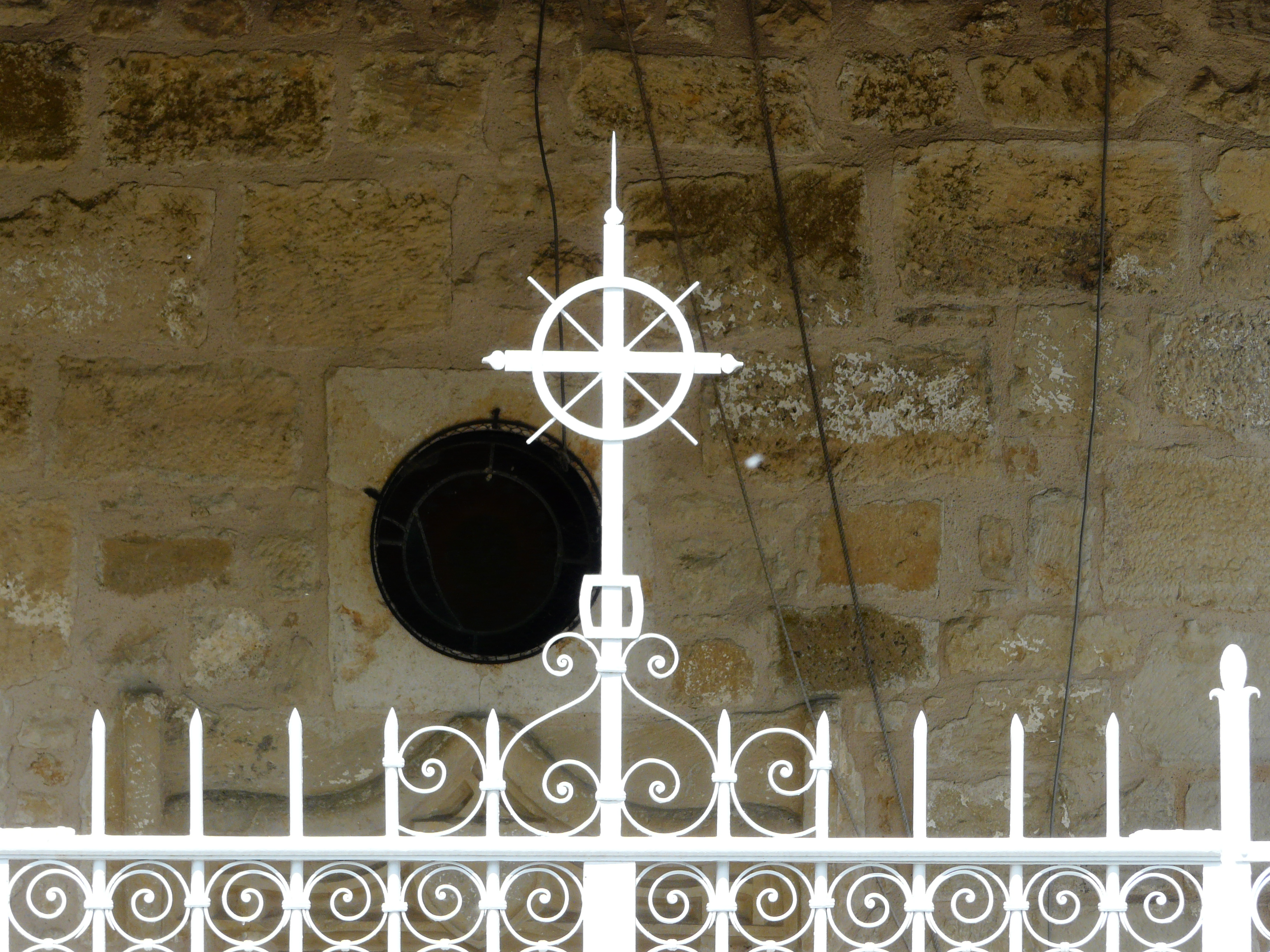
La croix du portail.